# 秀水神社
24°02′09″N 120°29′58″E / 24.035810°N 120.499517°E
秀水神社是台灣日治時期臺中州秀水庄的神社。現址為彰化縣秀水鄉秀水高工。

## 介紹
秀水神社位於臺中州彰化郡秀水庄安東，地處彰化溪湖道（今臺19線路段）北側，往東距秀水庄役場約400公尺，神社西側200公尺則是彰化農林國民學校（秀水高工前身）。秀水庄當局於1936年即提議設立秀水神社，但後來因故而暫緩計畫。後來因第二次世界大戰的非常時局，為推行皇民化運動，以「一街庄一神社」為目標設立神社，期望藉由神社培養敬神崇祖的國民精神，於是設立秀水神社。秀水神社於1941年10月18日鎮座，社格為無格社，祭神為開拓三神(大國魂命、大己貴命、少彥名命)、明治天皇、北白川宮能久親王，例祭日為10月28日。